# Río Negro (Uruguay)
El río Negro es un río de América del Sur que nace en Brasil y atraviesa Uruguay de este a oeste, desembocando en el río Uruguay. Su cuenca, delimitada por la cuchilla de Haedo al noreste y por la cuchilla Grande al suroeste, ocupa una superficie total de 70 714 km². En Uruguay, la cuenca del río ocupa 68 200 km², el 39 % del territorio del país.
El río se utiliza con múltiples finalidadesː riego, piscicultura, pesca artesanal, recreación y como abrevadero para el ganado. Se destacan tres grandes represas construidas sobre el cauce principalː Rincón del Bonete, Baygorria y Palmar, que generan el 38% (~593 MW) de la energía hidroeléctrica del país. A mediados de abril de 2023, comenzó a operar UPM Paso de los Toros, planta de pasta de celulosa, a orillas del río.
El nombre de río Negro, proviene de la palabra indígena hum, que significa "a mí" en dialecto guenoa y "negro" en idioma guaraní. La fama de sus aguas por sus propiedades curativas (los virreyes las llevaban en toneles) provocó el desarrollo del turismo en Villa Soriano. En 1802 el rey Carlos IV de España otorga a S.D. Soriano.[cita requerida]

## Hidrografía
El Río Negro nace en el estado de Río Grande del Sur. Cruza luego íntegramente el territorio uruguayo en dirección general este-oeste, y desemboca en el río Uruguay formando un delta fluvial. Su curso sirve de límite entre los departamentos Rivera, Tacuarembó y Río Negro, situados sobre su margen derecha, y los departamentos de Cerro Largo, Durazno, Flores y Soriano, situados sobre su margen izquierda.
Sus afluentes en la margen derecha sonː Río Tacuarembó, Arroyo San Luis, Arroyo Malo, Salsipuedes Grande, El Blanquillo, Carpintería Norte y Cardozo. Mientras que en la margen izquierda se destacan el Arroyo Las Cañas, El Chileno, Carpintería Sur y el río Yi.
Las principales poblaciones que se encuentran sobre sus costas son San Gregorio de Polanco (sobre el lago artificial de Rincón del Bonete), Paso de los Toros, Mercedes y Villa Soriano, que es la primera población del Uruguay, ubicada cerca de la desembocadura. 
Es navegable en los últimos ochenta kilómetros. La confluencia con el río Uruguay es un delta poco profundo, con una sola salida navegable: el brazo Yaguarí, limitado por la isla de Lobos y la isla del Vizcaíno. El brazo al sur de la isla de Lobos, llamado Boca Falsa, es muy ancho pero de poca profundidad. En él se encuentran las islas Redonda, del Medio, Pepe Ladrón, Santiago Chico y Villeta.

### Cruces
Se han construido puentes a la altura de las rutas 2, 3, 5, 44 (Paso Mazangano, puente que se sumerge cuando hay creciente) y 26.
También existen puentes sobre en las represas hidroeléctricas de Palmar (Ruta 55), Baygorria (Ruta 4), y Rincón del Bonete.
En enero de 2023 se inauguró un trazado y puente que une la Ruta 43 en el paraje Picada de Oribe, aguas arriba de San Gregorio de Polanco, donde operaba una balsa.
No hay puente en la ruta 6 (Paso Pereira), donde se cruza por balsa, pero existe un desvío desde la misma, que lleva al puente del KM.329, también conocido como "el puente fantasma", y que es el más largo dentro de territorio uruguayo.[cita requerida]

## Actividades comerciales y económicas
En su curso se encuentran las represas Rincón del Bonete, Baygorria y Palmar, formando importantes lagos artificiales. Los estudios de aprovechamiento hídrico e hidroeléctrico comenzaron ya en 1904, a cargo del ingeniero Víctor Sudriers. Estas represas regulan el caudal del río, que antiguamente era muy irregular y causaba inundaciones importantes. Sus centrales hidroeléctricas, junto con la central binacional de Salto Grande, forman la base del suministro de energía eléctrica en el país.[cita requerida]
Ubicada a 12 kilómetros al sur de Paso de los Toros, en junio de 2023 se inauguró oficialmente la planta de celulosa UPM Paso de los Toros, una de las más grandes del mundo, con una capacidad de producción de aproximadamente 2,1 millones de toneladas al año.

## Medio ambiente y contaminación

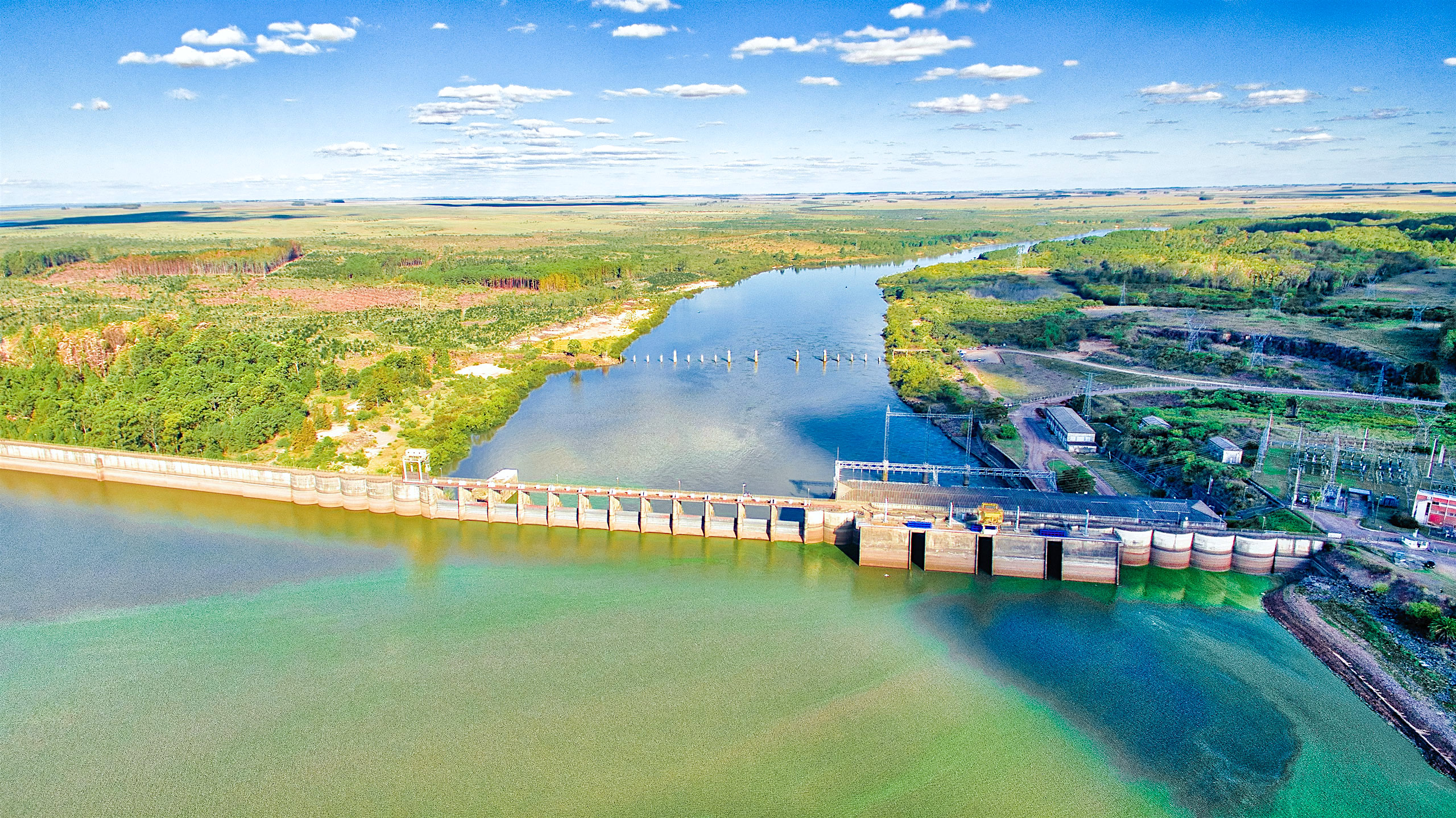
Imagen de la represa de Rincón del Bonete en la que se aprecia floraciones de cianobacterias.

La mayoría de los estudios de calidad de agua en el río Negro comienzan en los años 90 y se centran en calidad de agua, ictiofauna, bivalvos invasores y cianobacterias en sus tres embalses. La Dirección Nacional de Medio Ambiente realiza un monitoreo de la calidad de agua desde 2009 debido a las altas concentraciones de nutrientes (eutrofización) que posee todo el río.
Una investigación de la Universidad de la República demostró que la gran floración de cianobacterias tóxicas ocurrida a principios de 2019 se originó en los embalses del río Negro, particularmente en la represa de Palmar. Esta proliferación en masa de cianobacterias no sólo cubrió las aguas costeras de Colonia, San José, Montevideo y Canelones, sino que se extendió hasta Maldonado y Rocha, llegando incluso a aguas oceánicas. La situación representó un peligro sanitario y se generó debido a los altos niveles de nutrientes como el fósforo en el río Negro.
En marzo de 2023 se lanzó Iniciativa Río Negro, portal que pone a disposición más de 90 documentos académicos y científicos más datos abiertos vinculados a la calidad del agua. El portal es parte de un proyecto de 4 años decretado en 2018, dirigido por el Ministerio de Ambiente, el Ministerio de Ganadería, Agricultura y Pesca y el Ministerio de Industria, Energía y Minería. El objetivo principal es “establecer un conjunto de medidas para prevenir, controlar, detener y revertir el proceso de deterioro de la calidad del agua del río Negro, con énfasis en el desarrollo sustentable de la cuenca”.
Desde que se confirmó la construcción de UPM Paso de los Toros en julio de 2019, académicos y grupos ambientalistas han expresado su preocupación por los impactos socioambientales que la planta generará. En cuanto a la utilización del río Negro, el movimiento ambientalista denuncia que la fábrica vierte 106 500 m3 de efluentes por día mediante un emisor que no cumple con la resolución 649 del MVOTMA de mayo de 2019, en la que se establecieron las condiciones que debe cumplir la planta para poder funcionar.